# Saint-Laurent-de-Veyrès
Saint-Laurent-de-Veyrès ist eine französische Gemeinde im Département Lozère in der Region Okzitanien. Sie gehört zum Arrondissement Florac und zum Kanton Peyre en Aubrac. Die Bewohner nennen sich Veyrésiens.
Die Gemeinde grenzt im Norden an Noalhac, im Osten und im Süden an La Fage-Montivernoux, im Südwesten an Brion und im Nordwesten an Chauchailles.

## Bevölkerungsentwicklung

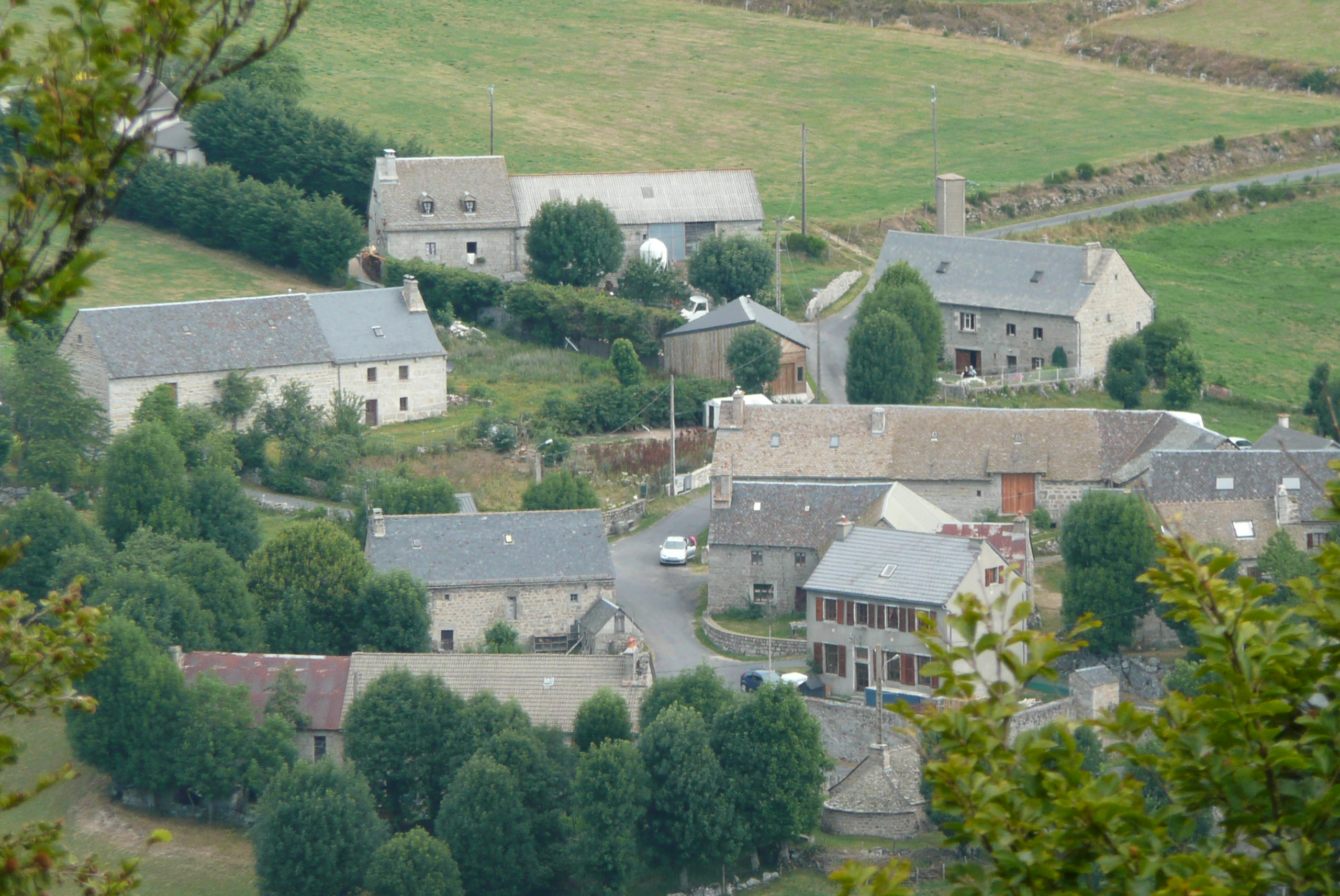
Blick auf Saint-Laurent-de-Veyrès

| Jahr      | 1962 | 1968 | 1975 | 1982 | 1990 | 1999 | 2008 | 2018 |
| --------- | ---- | ---- | ---- | ---- | ---- | ---- | ---- | ---- |
| Einwohner | 59   | 57   | 55   | 70   | 34   | 37   | 42   | 37   |